# Botgenspoort
De Botgenspoort was een doorgang in de stadsmuur in de Zuid-Hollandse stad Dordrecht. Het poortje bevond zich aan het eind van de Botgensstraat, ten westen van de Spuipoort.
De Botgenspoort kwam uit op een steiger in de Spuihaven, de Botgenssteiger of het Bossche Hoofd, waar in de middeleeuwen de veerschepen op Oudenbosch aanlegden. De poort en steiger wonnen waarschijnlijk aan belang na de Sint-Elisabethsvloed van 1421, toen de Spuipoort werd afgesneden van het verdronken achterland van Dordrecht en noodgedwongen een waterpoort was geworden. Het veer naar Oudenbosch werd in de 16e eeuw verplaatst naar buiten de Vuilpoort.
De poort en de steiger zijn vernoemd naar de Botgensstraat die in 1393 voor het eerst in de bronnen voorkomt als "butkensstraet". De poort wordt in 15e eeuw vermeld als "die poerte van butken straete" (1429) en "butgens poort" (1446). De oorsprong van de naam is onzeker, maar wordt meestal in verband gebracht met ene Hugo Bott, die in een stadsrekening uit 1385 voorkomt.
Aan het begin van de 17e eeuw, toen de Spuipoort na de inpolderingen zijn functie als landpoort weer begon te vervullen, verrees ten westen van de Botgenspoort een blokvormig gebouw dat deels over de steiger was gebouwd. Het gebouw met twee topgevels bevond zich aan de buitenzijde van de stadsmuur, met de nok evenwijdig aan de Vest. Blijkens de gevelsteen met het jaartal 1603 dat aan de stadszijde boven de poort werd aangebracht, is toen ook de doorgang vernieuwd.
De Botgenspoort werd rond 1800 een populair motief bij Dordtse schilders als Jacob van Strij en Johannes van Lexmond, later gevolgd door onder anderen Johannes Rutten en P. Schmidt. Het poortgebouw, dat in de periode 1864-1880 werd verbouwd, en het bijbehorende deel van de stadsmuur werden in 1967 afgebroken in het kader van de sanering van de binnenstad.